# Чачак ејнџел вориорси
Чачак ејнџел вориорси (енгл. Čačak Angel Warriors) је бивши клуб америчког фудбала из Чачка. Клуб је званично основан 7. јуна 2006. Клуб је убрзо затим почео са тренинзима и у кратком временском року имао је велики број чланова. Помоћ Чачанима је пружио и Саша Стојановић, човек који се бавио већ дуже време овим спортом у САД. Прву утакмицу су одиграли против екипе Скај тандерс (енгл. Sky Thunders) из Обреновца 29. октобра 2006. Та утакмица се завршила резултатом 46-13 у корист Вориорса. Ту утакмицу је посматрао и Крис Комбс, будући тренер екипе из Чачка. Ускоро су „Анђеоски ратници“ добили ново појачање из САД. То је дефанзивни координатор Тим Шарп. У сезони 2007. Чачани се прикључују САФС лиги југ коју освајају без конкуренције са укупним скором од 8 победа, без пораза. Бивши капитен екипе, Филип Максимовић, после сјајних партија за Ратнике заиграће у постојбини овог спорта, тачније за универзитетску екипу Сан Франциско ремс из Сан Франциска.